# Nesoleon kriegi
Nesoleon kriegi is een insect uit de familie van de mierenleeuwen (Myrmeleontidae), die tot de orde netvleugeligen (Neuroptera) behoort. 
Nesoleon kriegi is voor het eerst wetenschappelijk beschreven door Navás in 1937.